# 广东崖豆藤
广东崖豆藤（学名：Millettia fordii）是豆科崖豆藤属的植物，为中国的特有植物。分布于中国大陆的广东、广西等地，生长于海拔500米的地区，多生在山谷疏林中，目前尚未由人工引种栽培。